# Skraup-chinolinesynthese
De Skraup-chinolinesynthese is een synthesemethode voor chinoline en diens derivaten. Bij de synthese van chinoline wordt benzeenamine in reactie gebracht met 1,2,3-propaantriol (glycerine), met een oxidator zoals nitrobenzeen en met ijzer(II)sulfaat. Terwijl langzaam zwavelzuur wordt toegevoegd, wordt dit mengsel voorzichtig verhit tot de reactie start
De reactie is zeer exotherm en kan daardoor, na geleidelijk op gang te zijn gekomen, zeer heftig verlopen. Door de aanwezigheid van ijzer(II)sulfaat kan het proces onder controle worden gehouden.

## Reactiemechanisme
Het reactiemechanisme bestaat uit de volgende stappen:
1. Dehydratie van 1,2,3-propaantriol met kokend zwavelzuur tot 2-propenal (acroleïne)
2. Nucleofiele 1,4-additie van benzeenamine aan 2-propenal
3. Elektrofiele substitutie aan de benzeenring door het positieve koolstofatoom van het geprotoneerde aldehyde. Dit is de ringsluiting.
4. 1,2-eliminatie van water.
5. Oxidatie door nitrobenzeen.